# لارس إريك بيورنسن
لارس إريك بيورنسن (بالنرويجية البوكمول: Lars Erik Bjørnsen)‏ هو لاعب كرة يد نرويجي، ولد في 20 يوليو 1982 في باردو في النرويج.

## وصلات خارجية
- لارس إريك بيورنسن على موقع الاتحاد الأوروبي لكرة اليد (الإنجليزية)
- لارس إريك بيورنسن على موقع الاتحاد النرويجي لكرة اليد (النرويجية)